# Ihorombe
Ihorombe er en region i Madagaskar beliggende i den tidligere provins Fianarantsoa i den sydlige centrale del af øen. Den grænser til regionen Haute Matsiatra mod nord, Atsimo-Atsinanana mod øst, Anosy mod syd og Atsimo-Andrefana mod vest. Regionshovedstaden er byen Ihosy og befolkningen blev i 2004 anslået til 189.200 mennesker. Ihorombes areal er 26.391 km² og er en af befolkede regioner i Madagascar
Regionen er inddelt i tre distrikter:
- Iakora
- Ihosy
- Ivohibe

## Eksterne kilder og henvisninger
1. 1 2  Profile des marchés pour les évaluations d’urgence de la sécurité alimentaire p. 27, Eliane Ralison og Frans Goossens 2006 hentet 5. maj 2009

22°24′00″S 46°07′48″Ø / 22.40000°S 46.13000°Ø